# Língua bariba
Bariba, também chamada Baatonum ou Baatombu, Baatonu, Barba, Barganchi, Bargawa, Bargu, Baruba, Berba, Bogung, and Burgu), é a língua dos Baribas do Benim e da Nigéria, tendo sido a língua do antigo estado de Borgu. Não tem relação próxima com a línguas vizinhas, fazendo parte da família das línguas savânicas, um ramo das línguas nigero-congolesas
Bariba é uma língua tonal. A tonalidade da língua bariba representa um desafio ao modelo fonologia tonal.

## Escrita
A língua Bariba usa o alfabeto latino, sem as letras C, H, J, Q, Z,  mas incorporando as letras próprias Ɛ, Ɔ, Gb, Kp.[carece de fontes?]

## Amostra de texto
Ba tɔmbu kpuro marawa ba tii mɔ, ba nɛ, girima ka saria sɔɔ. Ba ra bwisiku, ba dasabu mɔ, ma n weene ba n waasinɛ mɛrobisiru sɔɔ.
Português
Todos os seres humanos nascem livres e iguais em dignidade e direitos. Eles são dotados de razão e consciência e devem agir uns em relação aos outros em espírito de fraternidade. (Artigo 1 da Declaração Universal dos Direitos Humanos)